# Опидо Лукано
О̀пидо Лука̀но (на италиански: Oppido Lucano, на местен диалект Oppète, Опете) е малко градче и община в Южна Италия, провинция Потенца, регион Базиликата. Разположено е на 670 m надморска височина. Населението на общината е 3893 души (към 2012 г.).